# Политбюро ЦК КПК
Политическое бюро Центрального комитета Коммунистической партии Китая (кит. упр. 中国共产党中央政治局, пиньинь Zhōngguó Gòngchǎndǎng Zhōngyāng Zhèngzhìjú; сокр. Политбюро ЦК КПК; до 1927 года — Центральное бюро) — орган Коммунистической партии Китая, осуществляющий надзор за её деятельностью и состоящий из 19—25 членов. В состав Политбюро ЦК КПК входит Постоянный комитет Политбюро ЦК КПК, состоящий из самых влиятельных членов партии (обычно в состав ПК Политбюро входит от 5 до 9 человек). Члены Политбюро назначаются Центральным комитетом КПК.
Власть Политбюро неограничена, так как все его члены занимают руководящие должности в государственных органах КНР. К тому же некоторые члены Политбюро занимают руководящие посты в провинциях. Политбюро собирается один раз в месяц, а Постоянный комитет Политбюро — каждую неделю. Повестка заседания Политбюро определяется генеральным секретарем ЦК КПК, а решения принимаются на основе всеобщего согласия.
По информации BBC (2012), члены Политбюро ЦК КПК, как правило, лично ничем не владеют и уходят на пенсию, составляющую примерно 900 долларов в месяц.
С 1997 по 2022 годы в Политбюро состояло не менее одной женщины.